# Necrophagia
Necrophagia (v překladu nekrofágie – pojídání mrtvých částí těla) je americká deathmetalová kapela založená v roce 1983 ve městě Wellsville v Ohiu zpěvákem Frankem Puccim s pseudonymem Killjoy. Společně s floridskými Death a sanfranciskými Possessed patří mezi první americké deathmetalové kapely. Inspiracemi byly hudební skupiny Venom, Hellhammer a také filmy s hororovou/gore tematikou.
Debutní studiové album vyšlo roku 1987 a nese název Season of the Dead.

## Diskografie

### Demo nahrávky
- Death Is Fun (1984)
- Rise from the Crypt (1984)
- Autopsy on the Living Dead (1985)
- The Hallow's Evil (Rehearsal) (1985)
- Power Through Darkness (1986)
- Nightmare Continues (1986)

### Studiová alba
- Season of the Dead (1987)[2]
- Ready for Death (1990)
- Holocausto de la Morte (1998)
- The Divine Art of Torture (2003)
- Harvest Ritual Volume I (2005)
- Deathtrip 69 (2011)
- WhiteWorm Cathedral (2014)

### EP
- Black Blood Vomitorium (2000)
- Cannibal Holocaust (2001)
- Goblins Be Thine (2004)

### Kompilace
- Death Is Fun (1994)
- A Legacy of Horror, Gore and Sickness (2000)

### Live nahrávky
- Slit Wrists and Casket Rot (2006)

### Video
- Through Eyes of the Dead (1999)
- Nightmare Scenarios (2004)
- Necrotorture / Sickcess (2005)

+ několik split nahrávek